# Novozelandska moa
Novozelandska moa (lat. Dinornis novaezealandiae) je jedna od tri izumrle moe koje su bile članice roda Dinornis.
Član je reda nojevki. Nojevke su ptice neletačice s prsnom kosti bez rtenjače. Imaju karakteristično nepce.  Podrijetlo ovih ptica postaje sve jasnije, pa mnogi shvaćaju da su preci ovih ptica mogli letjeti i odletjele su u južne krajeve, gdje su se udomaćile.
Živjela je na Sjevernom i Južnom otoku na Novom Zelandu. Prirodna staništa bila su joj nizine.